# José Maria de Macerata
José Maria de Macerata, O.F.M. Cap. (Macerata, 22 de agosto de 1779 — Cuiabá, 1846) foi um frei italiano da Igreja Católica, eleito bispo-eleito de Cuiabá.

## Biografia
Foi nomeado pelo Imperador Dom Pedro I como bispo-prelado de Cuiabá em 23 de agosto de 1823, a pedido do povo da cidade e chegou em Cuiabá em 27 de maio de 1824, quando fez sua entrada solene. Era tido como homem benevolente, ligado aos mais pobres, além de grande catequizador. Era alvo de diversas histórias lendárias, como a que teria poderes sobrenaturais de cura e adivinhação. Contudo, até o momento da expedição pelo Papa Leão XII da bula Sollicita Catholici Gregis Cura, em 15 de julho de 1826, não havia sido confirmado pela Santa Sé.
Pela bula, permaneceria como vigário apostólico até a posse de um novo bispo, cargo para o qual foi indicado novamente por Dom Pedro I. Contudo, por não ser brasileiro, a Câmara não autorizou sua posse, e, em 1831, deixou a administração da Diocese, sem ter sido consagrado. De toda sorte, continuou seu trabalho missionário, em especial na catequização dos indígenas.
Faleceu em Cuiabá em 1846 e foi sepultado na cripta da Catedral Metropolitana Basílica do Senhor Bom Jesus.